# Sully Prudhomme
René-François-Armand Prudhomme (født 16. marts 1839, død 6. september 1907) var en fransk digter. Han modtog den første Nobelpris i litteratur i 1901.